# Dolomedes minahassae vulcanicus
Dolomedes minahassae là một phân loài nhện trong họ Pisauridae.
Loài này thuộc chi Dolomedes. Dolomedes minahassae vulcanicus được Anna Maria Sibylla Merian miêu tả năm 1911.